# Droga wojewódzka 899
Die Droga wojewódzka 899 (DW 899) ist eine zwei Kilometer lange Droga wojewódzka (Woiwodschaftsstraße) in der polnischen Woiwodschaft Masowien, die Cybulice Małe mit Stare Grochale verbindet. Die Strecke liegt im Powiat Nowodworski.

## Streckenverlauf
Woiwodschaft Masowien, Powiat Nowodworski
-  Cybulice Małe (DW 579)
-  Stare Grochale (DW 575)